# Hannoversche Kaliwerke
Die Hannoverschen Kaliwerke AG war ein Bergbauunternehmen auf Kalisalze. Sie betrieb von 1905 bis 1926 ein Kali-Bergwerk in der Nähe der Ortschaft Oedesse (Gemeinde Edemissen) im Landkreis Peine in Niedersachsen.

## Geologie

### Die Entstehung des Berkhöpener Salzstockes
Die Hannoverschen Kaliwerke bauten auf den südlichen Teil des Berkhöpener Salzstockes. Dieser Salzstock ist eine von etwa 200 bekannten Lagerstätten dieser Art in Norddeutschland. Die Salzschichten, aus denen die Lagerstätte entstand, bildeten sich zur Zeit des Zechsteins vor rund 260 Millionen Jahren, als Meerwasser in einem flachen Becken verdunstete. Später wurden die Salzschichten durch weitere Ablagerungen überdeckt und liegen heute in einer Teufe von circa 3000 Metern. In einer Schwächezone des Grundgebirges haben die Salze die Hangendschichten durchstoßen (→ Halokinese). Ursprünglich reichte der Salzstock bis nahe an die Tagesoberfläche heran. Das Salz wurde innerhalb der stark wasserführenden Schwimmsand- und Kiesschichten des Pleistozän gelöst und fortgeschwemmt. Zurück blieben schwerlöslicher Anhydrit und Ton. Diese bildeten den sogenannten Gipshut über der eigentlichen Salzlagerstätte.

### Geographische Lage und Ausdehnung
Der Salzspiegel des Salzstockes Berkhöpen, also die obere Begrenzung, liegt in einer Teufe von etwa 200 Metern. Der Salzstock hat eine Länge von 2300 Metern, eine Breite von 1200 Metern und streicht von Süden nach Norden. Die südliche Begrenzung liegt etwa auf Höhe der Ortschaft Oelheim, die ihre Entstehung und Namen den im Flankenbereich des Salzstockes vorhandenen Erdöllagerstätten verdankt, und die nördliche bei Eddesse. Die östliche und westliche Grenze wird durch Berkhöpen bzw. Oedesse gebildet.
Abgebaut wurde später das steilstehende Kaliflöz Staßfurt mit einer Mächtigkeit von 8 bis 17,5 Metern, das zwischen älteren und jüngeren Steinsalzschichten eingebettet war.

### Mineralogie
Die Masse des Salzstockes bestand aus Steinsalz. Im Staßfurtlager wurde das Kalisalz im Wesentlichen Teil durch Hartsalz gebildet. Der Reinkali-Gehalt (K2O) lag im Mittel bei 14,2 %. Teilweise enthielt das Rohsalz bis zu 80 % Kaliumchlorid.

## Geschichte und Technik

### Aufschlussgeschichte

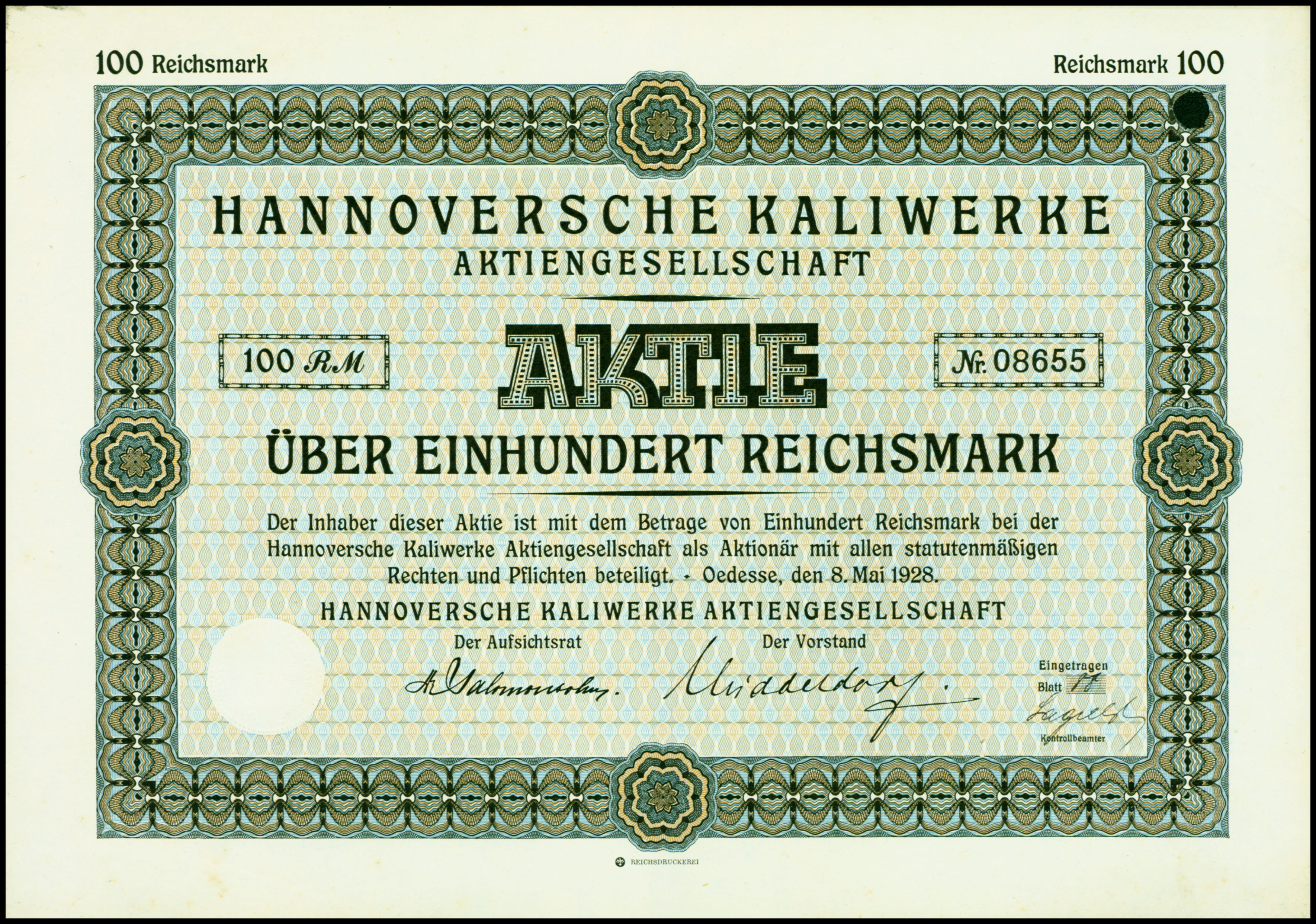
Aktie über 100 RM der Hannoversche Kaliwerke AG vom 8. Mai 1928

Im Juni 1900 schlossen sich die Kalibohrgesellschaft Oelerse und die Hannoveraner Firma Z. H. Gumpel zusammen, um im Raum Edemissen Kalisalze auszubeuten. Beide Gesellschaften brachten Berechtsame in den Orten Oelerse, Abbensen, Schwüblingsen, Wendesse, Oedesse, Edemissen und Eddesse mit einer Gesamtfläche von 23,6 km² und ein Gesamtkapital von 4 Millionen Mark in das gemeinschaftliche Unternehmen ein. Die Hannoverschen Kaliwerke gaben 1904 weitere Aktien in Höhe von 1,5 Millionen Mark aus. Die neuen Aktien wurden von Bankhäusern aus Berlin und Halle, der Gewerkschaft Ludwig II aus Staßfurt und der Firma Z. H. Gumpel erworben. Vorstand wurde der Bergassessor R. Meyer aus Peine.
Neben einigen flacheren Bohrungen wurden insgesamt drei Tiefbohrungen zur Erkundung des Salzstockes Berkhöpen niedergebracht. Mit der Bohrung I wurde in 467 Metern Teufe ein Vorkommen fast reinen Sylvins von vier Metern Mächtigkeit entdeckt. Die Bohrung II wurde dagegen in 711 Metern erfolglos im Steinsalz eingestellt, während Bohrung III ein Hartsalzlager von 8,5 Metern bei 578 Metern Teufe fand. Nebenbei wurde auch etwas Erdöl erbohrt, für eine wirtschaftliche Gewinnung reichte es jedoch nicht.

### Schachtanlage Oedesse
| Teufe | Ausbau   | m NN   | Bemerkung                    |
| ----- | -------- | ------ | ---------------------------- |
| 0     | Mauerung | 63,4   | Rhgbk.                       |
| 2     | Mauerung | 61,4   | Laugespiegel                 |
| 6     | Mauerung | 57,4   |                              |
| 204   | Tübbinge | -140,6 | Salzspiegel                  |
| 242   | Tübbinge | -178,6 |                              |
| 480   | Mauerung | -416,6 | 480-m-Sohle                  |
| 540   | Mauerung | -476,6 | 540-m-Sohle                  |
| 600   | Mauerung | -536,6 | 600-m-Sohle                  |
| 640   | Mauerung | -576,6 | 640-m-Sohle                  |
| 660   | Mauerung | -596,6 | 660-m-Sohle                  |
| 720   | Mauerung | -656,6 | 720-m-Sohle                  |
| 780   | Mauerung | -716,6 | 780-m-Sohle                  |
| 822   | Mauerung | -758,6 | teilverfüllt (Abbruchmassen) |
| 840   | Mauerung | -776,6 | 840-m-Sohle                  |
| 880   | Mauerung | -816,6 | 880-m-Sohle                  |
| 906   | Mauerung | -842,6 | Endteufe                     |

Aufgrund der Bohrergebnisse wurde der Entschluss für einen Schachtbau in der Nähe der Bohrung III bei Oedesse gefasst. Da die obersten Schichten aus lockeren und stark wasserführenden Sanden und Kiesen bestanden, wurde die Düsseldorfer Spezialfirma Haniel & Lueg mit dem Abteufen der ersten 60 Meter im Gefrierschachtverfahren beauftragt. Anfang September 1905 wurden die Gefrierbohrlöcher für den 5,5 Meter weiten Schacht hergestellt. Nach dem Gefrieren des Gebirges begannen Mitte April 1906 die eigentlichen Abteufarbeiten. Bereits am 28. Juli 1906 wurde die vertraglich vereinbarte Teufe erreicht.
Das Weiterteufen des Schachtes Oedesse wurde von der eigenen Belegschaft übernommen. Bereits am 1. April 1905 waren die ersten fünf Bergleute aus den umliegenden Dörfern angeworben worden und hatten vorbereitende Bauarbeiten auf dem Zechenplatz durchgeführt. Bis zu einer Teufe von 195 Metern, wenige Meter vor Erreichen des Steinsalzes gingen die Teufarbeiten gut voran. Dann ereignete sich am 12. März 1907 ein Wassereinbruch. Die Zuflüsse betrugen 18 m³ in der Minute und füllten den Schacht in kurzer Zeit bis 35 m unter der Rasenhängebank. Da der Schacht mit stählernen Tübbings ausgebaut wurde, konnte dieser nach Einbringen eines Betonpfropfens auf der Sohle gesümpft werden. Anschließend wurden die Zuflüsse durch Einpressen von Zementmilch durch Bohrlöcher in das Gebirge unter der Schachtsohle abgedichtet. Im April 1910 wurde das Steinsalz erreicht. Es traten noch geringere Wasserzutritte auf, die durch Hinterfüllen der Tübbingsäule mit Beton gestoppt werden konnten. Anfang 1912 wurde der Schacht bis zur Endteufe von 905 Metern fertiggestellt. Bis 237 Meter waren Tübbings eingebaut, darunter war der Schacht ausgemauert. Fördersohlen und Füllörter wurden bei 780, 840 und 880 Metern unter Tage angelegt.
Während der Abteufarbeiten wurden die notwendigen übertägigen Betriebsanlagen errichtet. Es bestanden ein Kesselhaus mit einem 60 Meter hohen Schornstein, an dem ein Wasserhochbehälter angebracht war, eine elektrische Zentrale, ein Fördermaschinenhaus mit einer Zwillings-Dampffördermaschine, die Schachthalle mit dem Stahlfördergerüst, Rohsalzmühle, Kauen- und Werkstattgebäude, sowie Verwaltungs- und Betriebswohnhäuser. Das Zechengelände wurde über eine 1908/1909 gebaute Anschlussbahn mit der Berlin-Lehrter Eisenbahn in Dedenhausen verbunden. Wegen des hohen Kaliumchloridgehaltes im Rohsalz konnte auf den Bau einer Chlorkaliumfabrik verzichtet werden.
Die Förderung wurde im Jahr 1913 aufgenommen. Die höchste Jahresförderung wurde 1924 mit 47.345 Tonnen Rohsalz erreicht. Dieses entsprach 7.935 Tonnen K2O.
Durch die erheblichen Schwierigkeiten beim Schachtbau wurde das Stammkapital durch die mehrfache Ausgabe von Vorzugsaktien auf insgesamt 14 Millionen Mark bis 1923 erhöht.

### Schachtanlage Berkhöpen
| Teufe | Ausbau   | m NN   | Bemerkung    |
| ----- | -------- | ------ | ------------ |
| 0     | Tübbinge | 66,9   | Rhgbk.       |
| 2     | Tübbinge | 64,9   | Laugespiegel |
| 204   | Tübbinge | -137,1 | Salzspiegel  |
| 236   | Tübbinge | -169,1 |              |
| 530   | Mauerung | -463,1 | 530-m-Sohle  |
| 660   | Mauerung | -593,1 | 660-m-Sohle  |
| 670   | Mauerung | -603,1 | Endteufe     |

Das Bergamt Goslar forderte in seinem Zuständigkeitsbereich aus Sicherheitsgründen einen zweiten fahrbaren Schacht. Um diese Forderung zu erfüllen, gründeten die Hannoverschen Kaliwerke zusammen mit der Gewerkschaft Ludwig II am 27. Juni 1913 die Kaliwerke Berkhöpen GmbH. Die Gründung eigener Gesellschaften für den Bau weiterer Schächte in Verbindung mit Nutzungsverträgen war zu dieser Zeit ein verbreitetes Mittel, um durch Zusprechung einer Beteiligungsziffer am Kalisyndikat den Absatzanteil zu erhöhen.
Die Vorarbeiten zum Schachtbau hatten schon zwei Jahre zuvor in rund 400 Metern Entfernung vom Hauptschacht Oedesse (oder Schacht I) begonnen. Das Durchteufen der Schwimmsandschichten im Gefrierschachtverfahren übernahm die Rheinisch-Westfälische Schachtbau AG. Am 2. Februar 1916 waren bereits 394 Meter Teufe erreicht. Der Schacht lag ab 215 Meter im Steinsalz. Zum Ende des Ersten Weltkrieges wurde die Endteufe von 670 Metern fertiggestellt und der Schacht auf der 540-m- und 660-m-Sohle mit dem Schacht Oedesse verbunden.
Der Schacht Berkhöpen (Schacht II) diente ausschließlich als Wetterschacht für die Hannoverschen Kaliwerke. Dementsprechend waren nur die nötigsten Tagesanlagen vorhanden und dieser wurde vom Schacht Oedesse aus betreut.

### Stilllegung
Um den deutschen Kalimarkt nachhaltig zu regulieren und die Überproduktion von Kalisalzen einzudämmen, erließ der Reichstag am 22. Oktober 1921 die Verordnung betreffend Abänderung der Vorschriften des Gesetzes über die Regulierung der Kaliwirtschaft vom 18. Juli 1919, kurz als Stilllegungsverordnung bezeichnet. Man bot darin den Kaliwerksbetreibern an, weniger rentable Werke bis zum Ablauf des 31. Dezember 1953 freiwillig stillzulegen. Die zuvor erteilte Beteiligungsziffer (=Absatzquote) am Deutschen Kalisyndikat durfte auf andere Werke übertragen werden. Dieses Angebot wurde von der deutschen Kaliindustrie bereitwillig angenommen. So wurden bis 1933 von insgesamt 229 Schachtanlagen 125 dauerhaft oder vorübergehend stillgelegt.
Davon waren auch die Hannoverschen Kaliwerke betroffen, die sich seit 1926 im Besitz der Salzdetfurth AG / Aschersleben-Gruppe befanden. Wegen der hochprozentigen Hartsalzaufschlüsse entschloss man sich noch im Jahr 1926, den Abbau zwar einzustellen, das Bergwerk jedoch mit einer Notbelegschaft von 11 Bergleuten in Förderbereitschaft zu unterhalten.
Im Sommer 1936 traten im Schacht Oedesse in einer Teufe von 242 Metern Wasserzuflüsse von bis zu 40 Litern pro Minute auf. Es hatten offenbar Kluftwasser aus dem Gipshut nach Auflösung des Sylvins einen Weg bis zur Schachtmauerung unterhalb der Tübbingsäule gefunden. Obwohl sofort Abdichtungsarbeiten begonnen wurden, hielt das Mauerwerk den hydrostatischen Druck von rund 24 bar nicht stand. Am 12. August 1936 kam es zu einem massiven Laugeneinbruch, der das Bergwerk innerhalb von 20 Stunden komplett überflutete und unbrauchbar machte. Während des Ersaufens der Grube kam es zu mehreren Gebäudeschäden in Oedesse durch Senkung der Erdoberfläche.
Im Frühjahr 1937 wurde mit dem Abbruch und der Verwertung der meisten Tagesanlagen begonnen.

## Heutiger Zustand

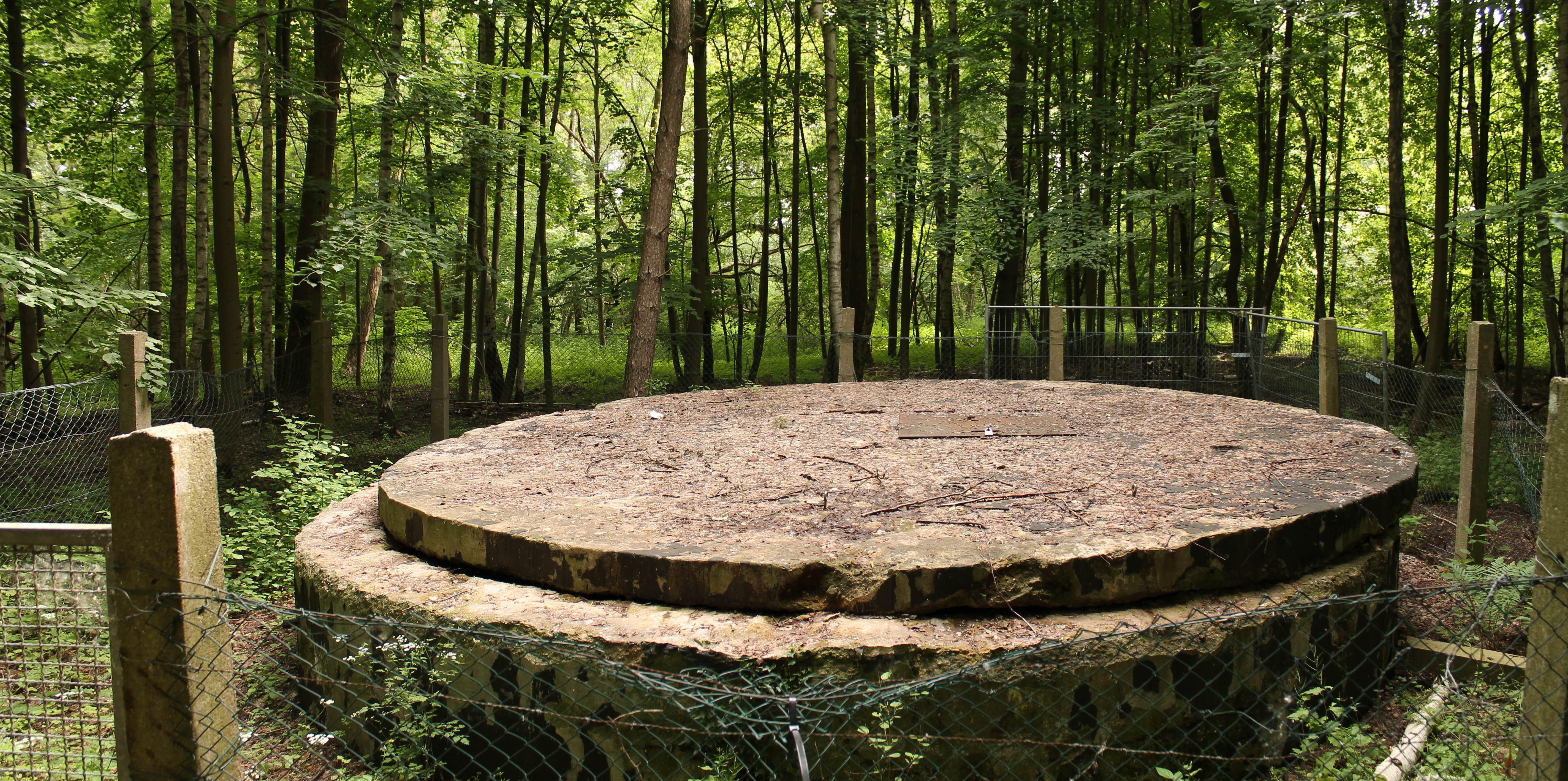
Schachtdeckel des Schachtes Oedesse

An die Hannoverschen Kaliwerke erinnern im Ortsteil Klein-Oedesse nur das ehemalige Laborgebäude, die Direktorenvilla und ein Verwaltungsgebäude. Diese Gebäude liegen an der Straße Schachtweg, die von der Abbenser Straße (L320) nach Süden abzweigt und dienen heute als private Wohnhäuser. In der Nähe ist noch die ehemalige Abraumhalde erkennbar, sowie der durch einen Betondeckel versiegelte Schacht, welcher nach wie vor als inaktives Bergwerk bei der K&S AG geführt wird. Auf Informationstafeln wird an dieser Stelle die Geschichte des Kalibergbaus in der Region erklärt. An der L320 Richtung Abbensen bestehen weiterhin noch zwei Beamtenwohnhäuser, die ebenfalls als private Wohnhäuser genutzt werden. Eine alte, ehemals zum Werk Klein Oedesse gehörende, Schmiede wurde vor einigen Jahren abgerissen, weil sie außerhalb des Bebauungsplanes lag.
Rund um die aus den Jahren 1905–1926 stammende Halde hat sich ein Biotop gebildet, wo Salzpflanzen wie roter Queller und Strandhafer gedeihen und sich Salinenkrebse angesiedelt haben.
Im Jahre 2012 wurde der Schacht Berkhöpen mit Kies und Schotter verfüllt. Dazu wurden der Schachtdeckel und die Schachtkalotte abgebrochen und eine Arbeitsbühne errichtet. Bei der Verfüllung ging im November 2012 die Versatzsäule um etwa 40 Meter ab, was nach dem Prinzip der kommunizierenden Röhren für eine kurzzeitige Erhöhung des Wasserstandes im Schacht Oedesse führte, wodurch dessen Schachtdeckel aufschwamm und durch den entstandenen Spalt das Wasser abfließen konnte. Da sich Sole und Süßwasser nicht mischen, bestanden die oberen Meter der Wassersäule im Schacht nur aus „leicht mineralisiertem“ Süßwasser und die Umgebung des Schachtes wurde durch das Ereignis nicht versalzen.
Der Schacht Oedesse wurde bis Anfang 2015 mit 14.122 Tonnen Schotter und 6.414 Tonnen Kies verfüllt und mit einem 30 cm dicken Betondeckel verschlossen.